# Ettem szőlőt, most érik
Az Ettem szőlőt, most érik kezdetű, szlovák eredetű magyar népdalt Bartók Béla gyűjtötte a Békés vármegyei Vésztőn 1909-ben.
Feldolgozások:
| Szerző            | Mire                   | Mű                                      |
| ----------------- | ---------------------- | --------------------------------------- |
| Bárdos Lajos      | két szólamú gyermekkar | Kicsinyek kórusa, I. füzet, 14. dal.    |
| Bárdos Lajos      | ének, zongora          | Pianoforte II., 16. dal                 |
| Szervánszky Endre | hegedű, zongora        | Tíz könnyű hegedű-zongoradarab 4. darab |
| Gárdonyi Zoltán   | négykezes zongora      | Hopp ide tisztán… 20. darab             |
| Petres Csaba      | két furulya            | Tarka madár, 42. kotta                  |
| Ludvig József     | ének, gitárakkordok    | Kis kacsa fürdik…, 28. oldal            |

## Kotta és dallam
Ettem szőlőt, most érik, most érik, most érik,

Virág Erzsit most kérik, most kérik, most kérik.

Kihez ment a levele? Garzó Pista kezébe.

Hej, rica, rica, rica, hej, Pista te!

## Felvételek
- Ettem szőlőt, most érik. Énekel: Csóka Anita  YouTube (2015. április 4.)  (Hozzáférés: 2016. március 20.) (audió)
- Népdalok. Cimbalom (Hozzáférés: 2016. március 20.) (audió) arch
- Ettem szőlőt. Boross Lajos és zenekara  YouTube (2016. február 18.)  (Hozzáférés: 2016. március 20.) (audió)